# Sassegnies
Sassegnies és un municipi francès, situat a la regió dels Alts de França, al departament del Nord. L'any 2006 tenia 287 habitants.

## Demografia
| 1962                                       | 1968 | 1975 | 1982 | 1990 | 1999 |
| ------------------------------------------ | ---- | ---- | ---- | ---- | ---- |
| 318                                        | 336  | 293  | 301  | 289  | 290  |
| Des de 1962: població sense dobles comptes |      |      |      |      |      |

## Administració
| Període | Identitat           | Partit |
| ------- | ------------------- | ------ |
| 2001-   | Jean-Marie Soigneux |        |